# American Pie (film)
 For alternative betydninger, se American Pie. (Se også artikler, som begynder med American Pie)
American Pie er en amerikansk teenagekomediefilm fra 1999. Filmen er instrueret af Paul Weitz og Chris Weitz, og manuskriptet er skrevet af Adam Herz. Dette var den første film instrueret af Weitz-brødrene. Filmen er baseret på unge drenge på en high school, som indgår en pagt om at de skal miste mødommen i løbet af afslutningsfesten på skolen. Filmen gjorde det vældig godt i biograferne rundt om i verden, og førte til to direkte opfølgere: American Pie 2 i 2001 og American Pie: Brylluppet i 2003. Sangeren Don McLean blev krediteret for at have givet lov til at lade navnet på sin hit sang, blive brugt som filmens titel. 
Der er blevet udgivet flere spinoffs af filmene. I 2005 udkom American Pie Presents Band Camp, som blev lanceret direkte på video og American Pie 5: The Naked Mile blev udgivet på DVD i december 2006. Filmen American Pie Presents: The Book Of Love blev udgivet i 2009 og American Pie: Reunion i 2012.

## Handling
American Pie er historien om fire studerende i Michigan som indgår en pagt om at de skal miste mødommen før de færdiggør high school, efter at den nørdede klassekammerat Chuck Sherman (Chris Owen), påstår han har gjort det, til en fest i Steve Stiflers (Seann William Scott) hus. 
Kevin Meyers (Thomas Ian Nicholas), lederen af pagten, forsøger at reparere sit forhold med kæresten Vicki (Tara Reid), efter at hun gør det forbi med ham til festen. Chris "Oz" Ostreicher (Chris Klein), som er på skolens lacrossehold med Stifler, kommer med i skolekoret, eftersom de fleste piger ikke kender noget til hans rygte som sportsidiot. Paul Finch (Eddie Kaye Thomas), en sofistikeret mochaccinodrikker, betaler Vickis veninde Jessica (Natasha Lyonne) 200 dollar for at sprede rygter om hvor god han er i sengen.
Jim Levenstein (Jason Biggs) jager efter Nadia (Shannon Elizabeth), en udvekslingsstudent fra Tjekkiet. Hun kommer til hans hus for at studere sammen med ham, og må skifte tøj der efter en ballettime. Stifler overtaler Jim til at opsætte et webkamera så alle kan se på mens hun skifter. Jim løber over til Kevin for at se, men da hun finder hans pornografi i hans skuffe, og onanerer til den, bestemmer han sig for at løbe tilbage. Jim ankommer, og Nadia beordrer ham til at strippe. I mellemtiden viser det sig at han fejlagtig sendte e-mailen med web-kamera-adressen til Kevin og Stifler, som sender linket videre til alle på skolen. I det Jim og Nadia skal til at have sex, får Jim en for tidlig udløsning. Nadia skal til at forlade rummet, men han overtaler hende til at blive, men det gentager sig hurtigt, og Jim bliver ydmyget foran alle skolens studerende. I desperation beder han musiknørden Michelle Flaherty (Alyson Hannigan) om at være hans ledsager til afslutningsballet, siden hun tydeligvis er den eneste pige som ikke ved hvad, der er hændt.
Finch har imidlertid sine egne problemer. Stifler, som er vred over at en pige afslog at ledsage ham til ballet, fordi hun håbede på at Finch skulle bede hende, putter et lakserende middel i hans kaffe. Det lykkedes ikke for Finch at gennemføre sin daglige rutine med at tage hjem på toilettet og være i fred, og Stifler viser ham vejen til  pigernes toilet, bare så at han kan komme ud igen foran alle de andre elever, ydmyget og uden ledsager til ballet.
Til festen ved Stiflers hus efter ballet har Kevin og Vicki sex, men beslutter sig at slå op lige bagefter, da de vil være for langt fra hinanden på hver deres college. Oz og Heather (Mena Suvari), en pige fra koret, har sex på en vindfang, og bygger et forhold op. Finch har sex med Stifflers mor (Jennifer Coolidge), og fuldfører pagten om at han skal tage hævn mod Stifler for toilethændelsen. Jim og Michelle har også sex, efter at han finder ud af at hun også så på web-kameraet. Han bliver ganske overrasket over hendes opførsel i sengen, og morgenen derefter, da han opdager at hun er forsvundet, finder han ud af at han er blevet udnyttet (noget han finder "sejt").

## Rolleliste
| Skuespiller         | Rolle                         |
| ------------------- | ----------------------------- |
| Jason Biggs         | Jim Levenstein                |
| Thomas Ian Nicholas | Kevin Meyers                  |
| Chris Klein         | Chris "Oz" Ostreicher         |
| Eddie Kaye Thomas   | Paul Finch                    |
| Alyson Hannigan     | Michelle Flaherty             |
| Tara Reid           | Vicki Lathum                  |
| Mena Suvari         | Heather                       |
| Seann William Scott | Steve Stifler                 |
| Jennifer Coolidge   | Janine Stifler (Stiflers mor) |
| Eugene Levy         | Jims far                      |
| Natasha Lyonne      | Jessica                       |
| Shannon Elizabeth   | Nadia                         |

Udover dem medvirker Casey Affleck, Ben Mercer og bandet blink-182 i cameooptrædener.

## Citater fra filmen
- There's something about your first piece.
- Fill that sticky hole!
- Come again!
- Boy gets girl. Boy loses girl. Boy gets pie.

## Lydspor
1. Third Eye Blind — "New Girl"
2. Tonic— "You Wanted More"
3. Blink-182 — "Mutt"
4. Sugar Ray — "Glory"
5. Super TransAtlantic — "Superdown"
6. Dishwalla — "Find Your Way Back Home"
7. Bic Runga — "Good Morning Baby"
8. Shades Apart — "Stranger by the Day"
9. Bachelor Number One — "Summertime"
10. Goldfinger — "Vintage Queen"
11. Bic Runga — "Sway"
12. Loose Nuts — "Wishen"
13. The Atomic Fireballs — "Man with the Hex"